# Rhyothemis regia
Rhyothemis regia – gatunek ważki z rodziny ważkowatych (Libellulidae).